# Albert il quinto moschettiere
Albert il quinto moschettiere (Albert le 5ème mousquetaire) è una serie televisiva animata prodotta da France Animation, Cinar, France 3, Canal+, Ravensburger e BBC.

## Trama
Per un errore di Alexander Dumas non ci è pervenuta l'esistenza di un quinto membro del gruppo dei moschettieri: l'intelligente e intellettuale Albert, ciò a causa della sua piccola taglia. La serie narra delle avventure di Athos, Porthos, Aramis, D'Artagnan e Albert per scongiurare i vari complotti orditi dal cardinale Richelieu e da Milady.

## Personaggi
- Albert de Parmagnan: quinto membro del corpo dei Moschettieri protagonisti. Basso di statura ma intelligente e con ottime doti di leader, è il membro che spesso risolve la situazione con l'aiuto di strumenti futuristici come dinamite e le macchine volanti ti Leonardo da Vinci. Usa combattere con un fucile he spara spaghetti al ragù.
- Milady: l'imbranata complice del cardinale Richelieu e maestra del travestimento. Al posto del giglio, nel cartone ha come tatuaggio una papera che si muove. Una gag frequente la mostra cadere addosso a Richelieu quando questi la chiama.
- Regina
- Re
- Duca di Buckingham: amante della regina
- Athos
- Porthos
- Aramis
- D'Artagnan

## Doppiaggio
- Vittorio Guerrieri: Albert
- Stefania Romagnoli: Milady
- Monica Ward: Regina
- Elio Pandolfi: Re
- Stefano Carraro: Duca

## Episodi
1. Les Escarpins du Roi
2. Le Gorille de Sa Majesté
3. Le Carrosse d'or
4. Le Complexe du Roi
5. La Cuisine royale
6. Le Portrait robot
7. Le Trésor d'Anatole
8. Patchouli pour la Reine
9. Le Roi des voleurs
10. L'Espion
11. La Mission cacao
12. La Nounou de la Reine
13. Le Jardin de Sa Majesté
14. L'Affaire de la perruque
15. Le Bouffon du Roi
16. Les Gammes de Buckingham
17. Le Comte de Quicostro
18. Le Retour de la Reine-mère
19. Le Complot de l'oreiller
20. La Journée du mousquetaire
21. Vous avez dit fantôme
22. L'Ambassadeur
23. Les Tortues de la Reine
24. Mauricette Croûton
25. Des fraises pour le Roi
26. La Doublure du duc